# Веце
Веце (нем. Weeze) — община в Германии, в земле Северный Рейн-Вестфалия.
Подчиняется административному округу Дюссельдорф. Входит в состав района Клеве. Население составляет 10,4 тыс. человек (2009); в 2000 г. — 9,3 тысяч. Занимает площадь 79,49 км².

## География

### Географическое положение
Веце находится в центральной части района Клеве, примерно в 24 км к югу от районного центра Клеве.

### Природа

#### Геология
Древний фундамент территории коммуны сложен отложениями палеозоя и мезозоя, но нигде они не выходят на поверхность. Эти отложения достигнуты и исследованы с помощью глубокого бурения. Геологи изучили находящиеся здесь отложения каменноугольного периода с ритмично чередующимися слоями углей, аналогичных Рурской области, но в эпозху Герцинского горообразования, они были сжаты, разорваны. деформированы и опущены на глубину 1200 метров. Над этим фундаментом находятся частично наземные, частично морские отложения пермского (пласты соли), триасового (цветные песчаники и глинисто-солевые отложения), юрского (тёмные глины и глинистый мергель) и мелового (морские песчано-мергельные отложения с глауконитом) периодов.
В кайнозое мощные отложения (толща до 500 метров) были сформированы в течение третичного периода, когда море многократно наступало и отступало с территории Нижнего Рейна. В районе Веце третичные песчаные морские отложения находятся всего в нескольких метрах от поверхности земли.
Вся поверхность коммуны Веце сложена только четвертичными отложениями. Это в основном молодые речные отложения Последней ледниковой эпохи (Вислинское оледенение) и голоцена.
Большие площади западной части коммуны заняты низкой террасой Вислинского времени, когда здесь меандрировали речные системы Мааса и Рейна. Во время отступления ледникового покрова в Скандинавию, регион подвергался мощным наводнениям, а ураганные ветры отлагали на речные пески перевеваемые ветром песок и пыль.
В голоцене сформировалась восточная часть коммуны. Река Нирс врезалась в нижнюю террасу, образовав обширную пойму с частично заливаемой в сильные наводнения верхней поймой. Так образовалась луговая долина, местами покрытая торфяниками.

## Достопримечательности
- Замок Кальбек

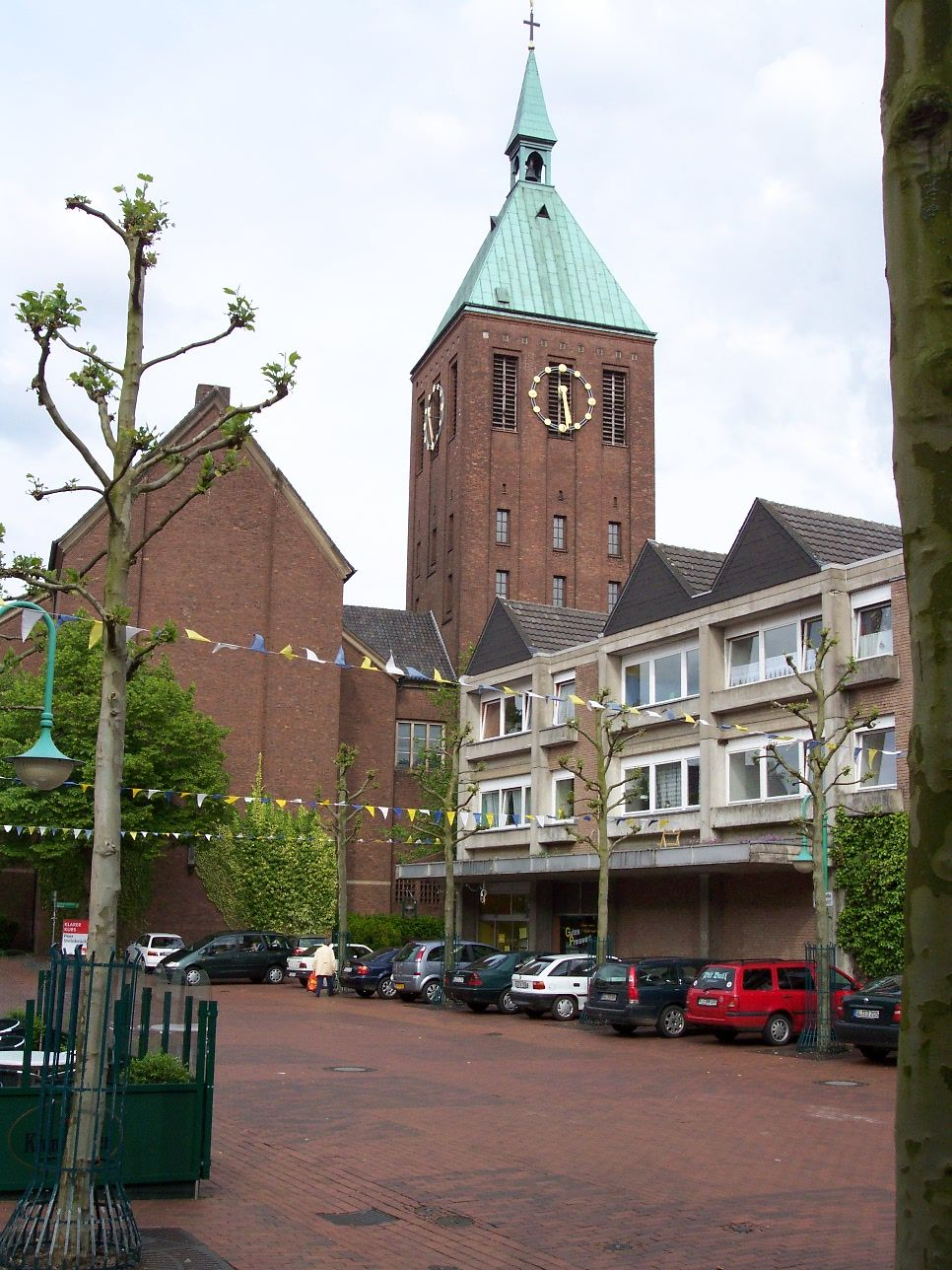
Старая торговая площадь.
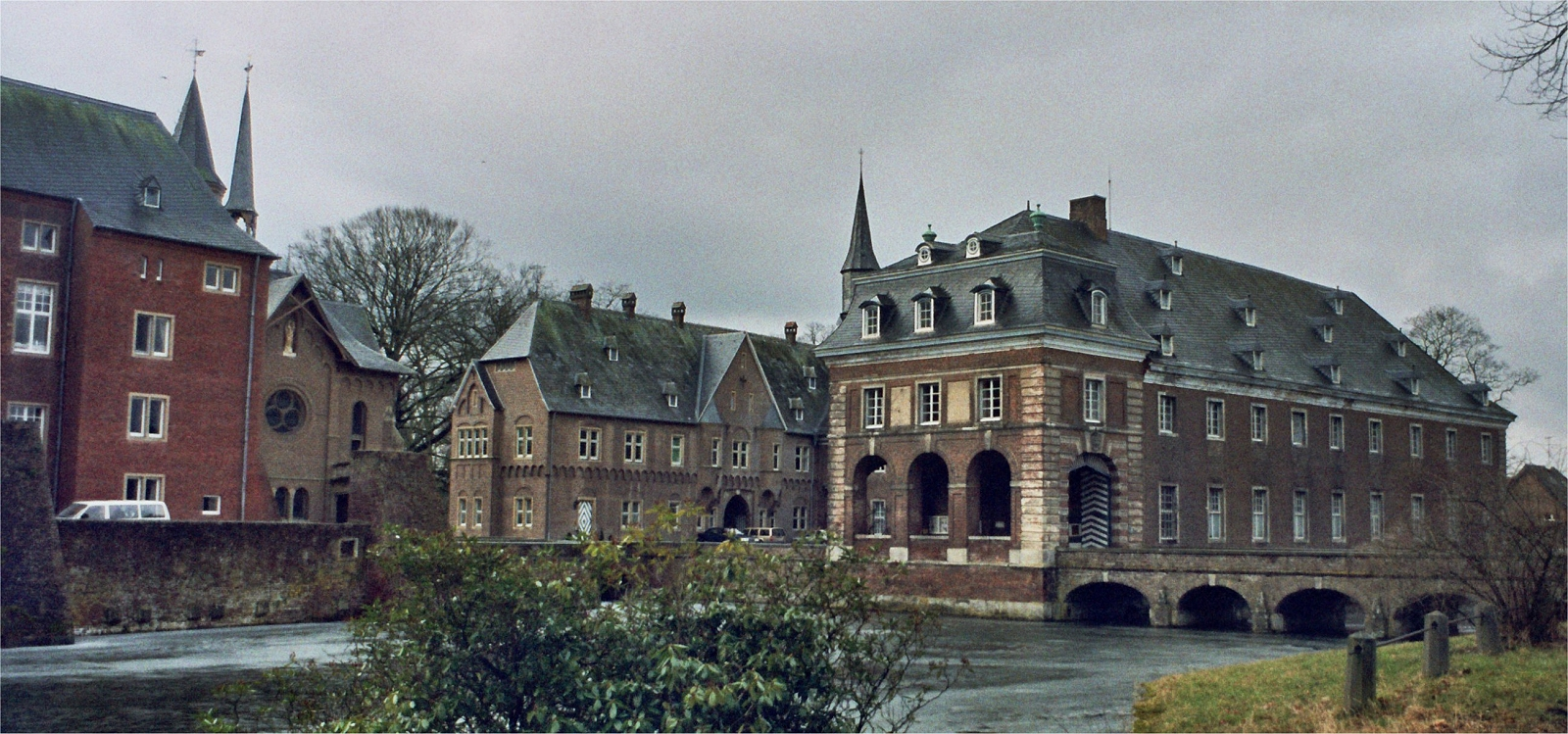
Замок Виссен.
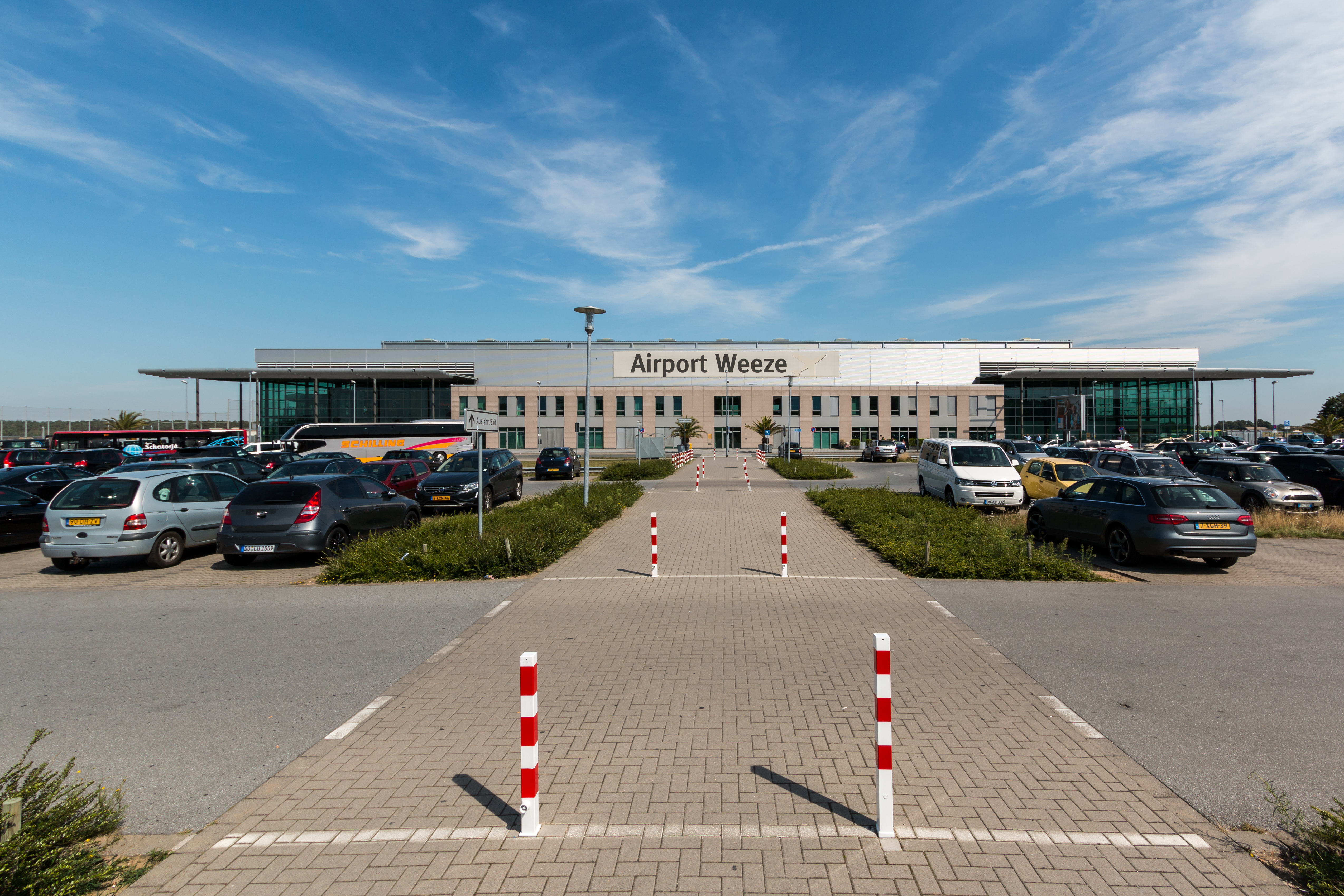
Аэропорт.
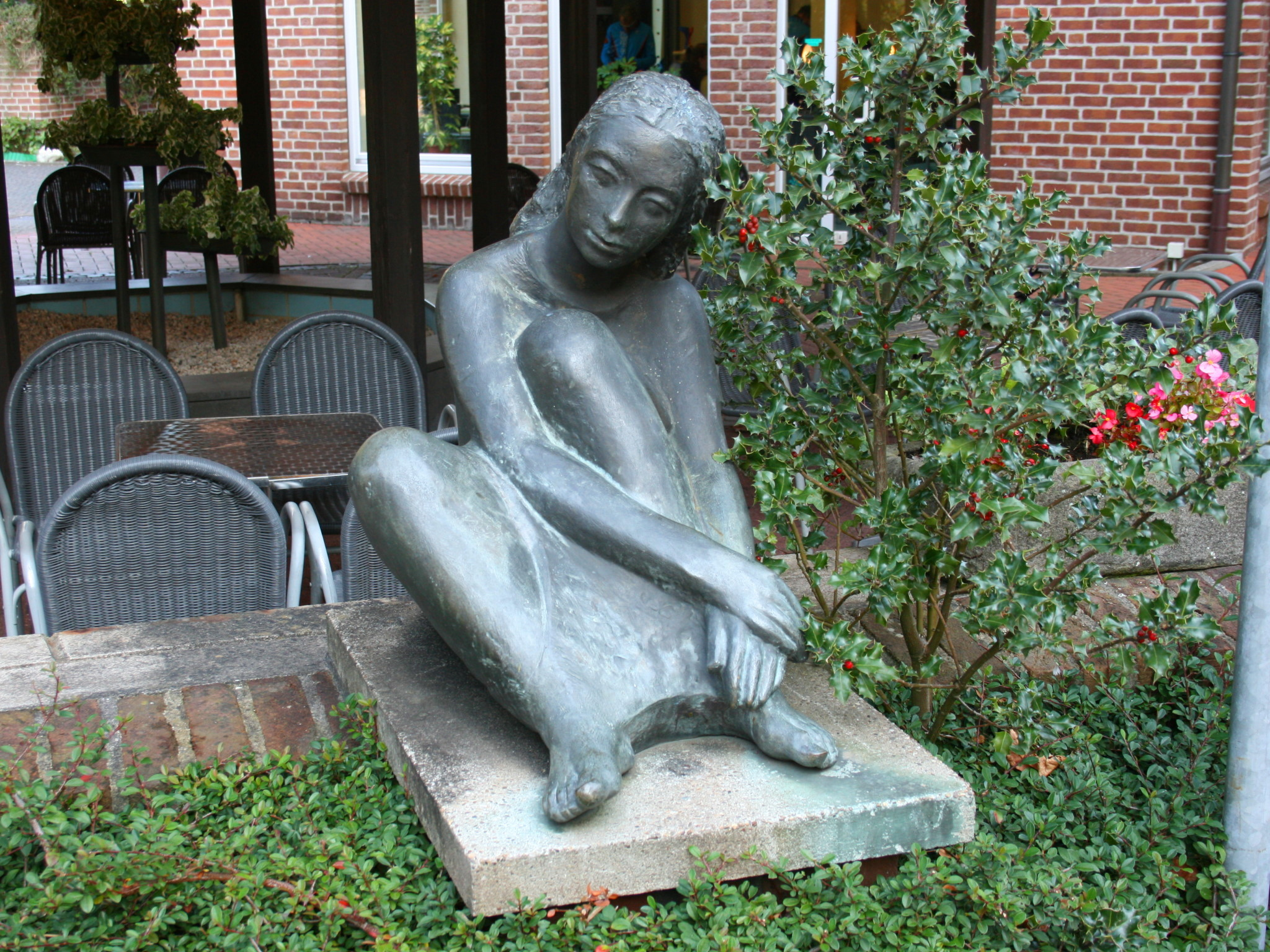
Скульптура на Вассерштрассе.
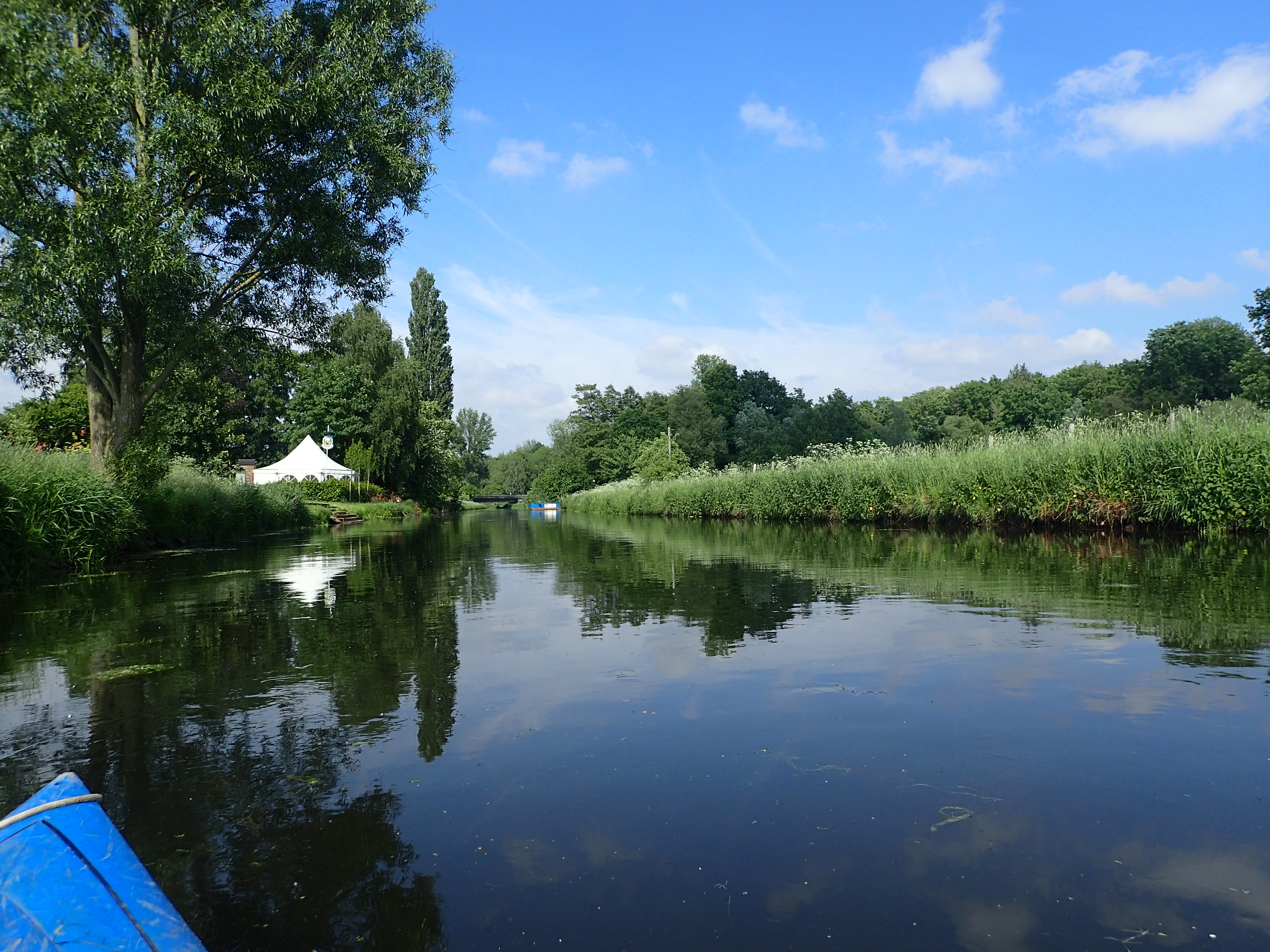
Река Нирс.

## Личности
- Рональд Пофалла (* 1959) — политик, с 28 октября 2009 по 17 декабря 2013 — глава ведомства федерального канцлера и федеральный министр по особым поручениям.